# Fatima (film, 2020)
Pour les articles homonymes, voir Fatima.
Pour plus de détails, voir Fiche technique et Distribution.
Fatima est un film américano-portugais co-écrit, co-produit et réalisé par Marco Pontecorvo, sorti en 2020. Il a pour thème les apparitions mariales de Fátima.
Une première version américaine, Le Miracle de Fatima, est sortie en 1952.

## Synopsis
À Fátima, au Portugal, en 1917. Une bergère de dix ans, Lúcia dos Santos, et ses deux jeunes cousins, Francisco Marto et Jacinthe Marto, rapportent avoir vu des apparitions de la Vierge Marie. Leurs révélations inspirent les croyants mais soulève la colère des responsables de l'Église catholique et du gouvernement séculier athée, lesquels essayent de les forcer à renoncer à leur histoire. Alors que la nouvelle de la prophétie annoncée à l'avance par la Vierge se répand, des dizaines de milliers de pèlerins religieux affluent vers le site à l'heure indiquée par l'apparition, pour assister à ce qui est aujourd'hui connu comme le Miracle du soleil.

## Fiche technique
Sauf indication contraire, les informations mentionnées dans cette section peuvent être confirmées par la base de données cinématographiques IMDb,  présente dans la section « Liens externes ».
- Titre original : Fatima
- Réalisation : Marco Pontecorvo
- Scénario : Valerio D’Annunzio, Barbara Nicolosi et Marco Pontecorvo
- Musique : Paolo Buonvino
- Direction artistique : Silvia Colafranceschi et Augusto Mayer
- Décors : Cristina Onori
- Costumes : Daniela Ciancio
- Photographie : Vincenzo Carpineta
- Montage : Alessio Doglione
- Production : Stefano Buono, Rose Ganguzza, Natasha Howes, Maribel Lopera Sierra, Richard I. Lyles, Marco Pontecorvo et James T. Volk
- Coproduction : Edoardo Ferretti et Ute Leonhardt
- Production déléguée : Holly Carney, David Fischer, Pedro Coelho, Matthew J. Malek, Marco Valerio Pugini et Frida Torresblanco
- Sociétés de production : Origin Entertainment ; Elysia Productions et Rose Pictures (coproductions)
- Sociétés de distribution : Cinemundo (Portugal) et Picturehouse (États-Unis) ; SAJE Distribution (France)
- Format : couleur - image : 2.39:1
- Pays de production :  États-Unis et  Portugal
- Langue originale : anglais
- Genres : drame, guerre
- Durée : 113 minutes
- Dates de sortie :
  - Canada : 14 août 2020 (avant-première mondiale)
  - États-Unis : 28 août 2020
  - France : 6 octobre 2021
  - Portugal : 7 octobre 2021

## Distribution
- Stephanie Gil (VQ : Alice Déry) : la jeune Lucie dos Santos
- Alejandra Howard (VQ : Élia Saint-Pierre) : Jacinthe Marto, la cousine de Lucie
- Jorge Lamelas (VQ : Jacob Beaudry) : Francisco Marto, le cousin de Lucie
- Sônia Braga (VQ : Chantal Baril) : sœur Lucie plus âgée
- Joaquim de Almeida (VQ : Manuel Tadros) : le Père Ferreira
- Goran Visnjic (VQ : Louis-Philippe Dandenault) : Arturo
- Lúcia Moniz (VQ : Mélanie Laberge) : Maria Rosa
- Marco d'Almeida : António
- Joana Ribeiro (VQ : Catherine Brunet) : la Vierge Marie
- Harvey Keitel (VQ : Sylvain Hétu) : le professeur Nichols

La version française a été réalisée au Québec aux studios Difuze. La direction artistique a été confiée à Manuel Tadros et Maël Davan-Soulas et l'adaptation est de Michèle Lituac.

## Production
Le tournage commence en septembre 2018, au Portugal, précisément à Fátima, Sesimbra, Cidadelhe (Pinhel), Tomar, Coimbra et Tapada Nacional de Mafra (pt).

### Autres adaptations cinématographiques
- La Dame de Fatima (La Senora de Fatima), film espagnol de Rafael Gil (1951) ;
- Le Miracle de Fatima, film américain de John Brahm (1952) ;
- Apparition à Fatima (Aparição), film franco-portugais de Daniel Costelle (1990) ;
- Le 13e jour (The 13th Day), film britannique de Dominic Higgins et Ian Higgin (2009) ;
- M et le 3e Secret, film documentaire sur la révélation du troisième secret de Fatima (2009).